# Andrés García

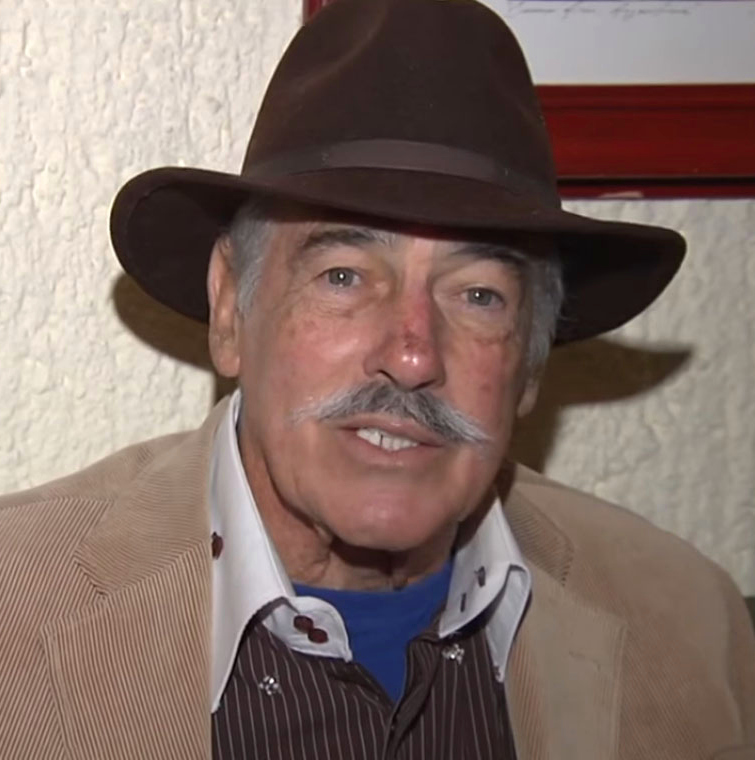
Andres Garcia

Andrés García (São Domingos, 24 de maio de 1941 – Acapulco, 4 de abril de 2023) foi um ator dominicano bastante conhecido na América Latina e nos Estados Unidos, especialmente entre a comunidade hispânica. Desenvolveu toda sua carreira de ator no México.

## Biografía
Filho de pais espanhois, seu pai foi um famoso aviador de combate republicano, chamado Andrés Garcia Calle, se mudou com eles para México quando era criança. Se casou ao menos 3 vezes e tem 16 filhos, entre eles os atores Leonardo García e Andrés García Jr..
Iniciou sua carreira no cinema mexicano aos 25 anos no filme de ação Chanoc, no papel do personagem com mesmo nome. Depois de filmar dezenas de filmes começou no ano de 1970 sua carreira na televisão que dura a mas de três décadas. Homem  polêmico, no ano de 2002 enfrentou a cantora mexicana Lupita D'alessio por acusar Andrés García Jr. de haver tido relações homossexuais com o ex-esposo dela o modelo alemão Christian Rossen.
Aposentado da vida artística desde 2010, em setembro de 2022, seu estado de saúde foi relatado como "delicado" depois que sua esposa Margarita Portillo declarou que o ator sofria de ascite, inflamação nos órgãos e cirrose. Ele faleceu em Acapulco, Guerrero, em 4 de abril de 2023 aos oitenta e um anos de idade.

## Filmografia

### Telenovelas
- El cuerpo del deseo (2005) .... Pedro José Donoso
- Mujeres engañadas (1999) .... Javier Duarte
- El privilegio de amar (1998) .... Andrés Duval
- Con toda el alma (1996) .... Daniel Linares
- La mujer prohibida (1991) .... Hernán Gallardo
- El magnate (1990) .... Gonzalo
- Mi nombre es coraje (1988) .... Juan
- Escándalo (1986)
- Herencia Maldita (1985)
- Tú o nadie (1985) ... Antonio Lombardo
- Paloma (1975) .... Daniel
- Ana del aire (1974) .... Jorge
- El carruaje (1972) .... Tenente Azcarate
- Las gemelas (1972)
- Velo de Novia (1971)
- La sonrisa del diablo (1970) .... Carlos
- Yo sé que nunca (1970)

### Programas de televisão
- El Pantera (2008)
- Hospital Central
- La hora pico (2001)
- Hermelinda linda (1981)

### Filmes
- King of Texas (2002)
- Señales de Ruta (2000)
- Puppet (1999)
- Noi Siamo Angeli (1996)
- El Jinete de Acero (1994)
- Perros de Presa (1992)
- Programado para Morir (1989)
- Buscando la Muerte (1989)
- Deuda Saldada (1989)
- Los Plomeros y las Ficheras (1987)
- Solicito Marido para Engañar (1987)
- Asesino Nocturno (1987)
- El Niño y el Papa (1986)
- Entre Compadres te Veas (1986)
- El Cafre (1985)
- La Risa Alarga la Vida y Algo Más (1985)
- Mi Fantasma y Yo (1985)
- Toña Machetes (1985)
- Sangre en el Caribe (1984)
- Hermelinda Linda (1983)
- Los Amantes del Señor de la Noche (1983)
- Las Modelos de Desnudos (1983)
- La Venganza de Maria (1983)
- Cazador de demonios (1983)
- Inseminación Artificial (1983)
- Se me Sale Cuando me Rio (1983)
- Pedro Navaja (1983)
- La Leyenda del Tambor (1981)
- El Macho Bionico (1981)
- Chile Picante (1981)
- Gallina muy Ponedora, Una (1981)
- El Jinete de la Muerte (1980)
- Las Mujeres de Jeremías (1980)
- El Sexo Sentido (1980)
- Las Cabareteras (1980)
- Las Tentadoras (1980)
- Mírame con Ojos Pornográficos (1980)
- Sexo vs. Sexo (1980)
- Amigo (1980)
- D.F./Distrito Federal (1979)
- Carlos el Terrorista (1979)
- Day of the Assassin (1979)
- Cuchillo (1978))
- Encuentro en el Abismo (1978))
- Manaos (1978))
- Bermude: la Fossa Maledetta (1978)
- Muñecas de Medianoche (1978)
- Il Triangolo delle Bermude (1978)
- La Llamada del Sexo (1977)
- Tintorera (1977)
- Cyclone (1977)
- El Cuatro Dedos (1976)
- El Trinquetero (1974)
- La Corona de un Campeón (1974)
- Aventuras de un Caballo Blanco y un Niño (1974)
- Adios, New York, Adios (1973)
- Morirás con el Sol (1973)
- El Principio (1972)
- La Amargura de mi Raza (1972)
- Los Destrampados (1971)
- Nadie te Querrá como Yo (1971)
- El Negocio del Odio (1970)
- Minifaldas con Espuelas (1970)
- Super Colt 38 (1969)
- Besos, Besos y más Besos (1969)
- El Pinto y el Colorado Giro (1979)

## Prêmios e indicações
| Ano  | Premiação         | Categoria                | Trabalho              | Resultado |
| ---- | ----------------- | ------------------------ | --------------------- | --------- |
| 1986 | Prêmio TVyNovelas | Melhor Ator Protagonista | Tú o nadie            | Indicado  |
| 1999 | Prêmio TVyNovelas | Melhor Ator Protagonista | El privilegio de amar | Venceu    |